# Phrynarachne mammillata
Phrynarachne mammillata es una especie de araña cangrejo del género Phrynarachne, familia Thomisidae. Fue descrita científicamente por Song en 1990.

## Distribución
Esta especie se encuentra en China.

## Tratamiento taxonómico
La especie aparece registrada y publicada en Notes of some species of the family Thomisidae (Arachnida: Araneae) from Wuling Shan area. in: From Water onto Land. Zhao, E. M (ed.) C.S.S.A.R. Beijing pp. 364–374.